# George Malcolm (músic)
George John Malcolm CBE KSG (28 de febrer de 1917 - 10 d'octubre de 1997) va ser un pianista, organista, compositor, clavecinista i director anglès.
El primer instrument de Malcolm va ser el piano, i el seu primer professor va ser una monja que va reconèixer el seu talent i el va recomanar al Royal College of Music a l'edat de set anys, on va estudiar amb Kathleen McQuitty FRCM fins als 19. Va assistir al Wimbledon College, i va continuar estudiant al Balliol College d'Oxford als anys trenta.
Durant la Segona Guerra Mundial va tenir un paper musical amb la RAF convertint-se en director de banda. Després de la guerra va completar els seus estudis musicals amb Herbert Fryer. Va comprar un clavicèmbal a una subhasta i va desenvolupar una carrera com a clavicèmbal. Va continuar fent aparicions ocasionals com a pianista, per exemple en la música a quatre mans de Mozart i amb el Dennis Brain Wind Ensemble (amb qui va fer un dels seus rars enregistraments com a pianista en la primera actuació del Gordon Jacob Sextet, escrit per a la grup). Com a mentor, també va influir en una sèrie de músics no necessàriament associats amb el clavicèmbal com András Schiff.

## Carrera de clavicèmbal
Igual que Wanda Landowska, va afavorir els clavicèmbals 'revival' força grans amb pedals, construïts en un estil modern, que ara es veuen com a "no autèntics" per a la música barroca. Tot i que alguns aspectes de les seves interpretacions poden semblar obsolets per als estàndards de la "pràctica d'actuació històricament informada" actual, els seus enregistraments i actuacions en directe van introduir molta gent al clavicèmbal.
A més d'obres barroques, va tocar el repertori modern de clavecí. La seva pròpia composició "Bach before the Mast" (un conjunt humorístic de variacions de The Sailor's Hornpipe a l'estil de Johann Sebastian Bach) va ser escrita com a cara B per a una versió del número d'Alec Templeton Bach goes to town que va publicar a la dècada de 1950. També va escriure "Variacions sobre un tema de Mozart".
Col·laboracions amb altres clavecinistes

A la dècada de 1950 va participar en concerts anuals amb quatre clavecinistes, els altres tres eren Thurston Dart, Denis Vaughan i Eileen Joyce. El 1957 aquest grup també va gravar dos dels Concerts per a quatre clavicèmbals de Vivaldi, un en un arranjament de Bach, amb l'Orquestra Pro Arte sota la direcció de Boris Ord. Malcolm, Dart i Joyce també van gravar el Concert en Do per a tres clavicèmbals de Bach. El 1967, va aparèixer amb Eileen Joyce, Geoffrey Parsons i Simon Preston en un concert de quatre clavicèmbals amb l'Academy of St Martin in the Fields amb Neville Marriner al Royal Festival Hall.

## Organista i mestre de cor
També va fer una notable carrera com a organista i formador de cors. Després de servir com a organista i mestre de cor de l'església catòlica romana de St Mary a Clapham, va ser mestre de música de la catedral de Westminster durant 12 anys (1947–1959). Va desenvolupar el to sincer i de gola plena del cor —sovint, però descrit vagament com a "continental"—, que contrastava amb el dels cors anglicans de l'època. Benjamin Britten va elogiar la "brillante i autoritat sorprenent" del cor i va proposar escriure una peça per a ells. Això va donar lloc a la Missa Brevis (1959). La seva primera actuació va ser un dels últims serveis de Malcolm a la catedral de Westminster abans que es retirés l'1 de setembre de 1959. Va continuar tocant l'orgue, gravant per exemple els concerts d'orgue de Händel. Malcolm va ser el patró fundador de la Spode Music Week, una escola de música residencial anual que posa especial èmfasi en la música de la litúrgia catòlica romana. Malcolm també va compondre per a veus, una peça coneguda va ser el seu introït del Diumenge de Rams Ingrediente Domino. La seva configuració del Salm 51 Miserere mei (compost el 1950, presumptament perdut però redescobert als arxius de la catedral el 2011) recorda la versió de 1951 d'Ivor Atkins del Miserere de Gregorio Allegri.
Un devot catòlic romà, Malcolm va rebre honors papals pels seus serveis com a mestre de música a la catedral de Westminster.

## Conducció
Benjamin Britten va contractar a Malcolm el 1960 per dirigir la segona i la tercera actuació dA Midsummer Night's Dream. Més tard, Malcolm va desenvolupar una carrera com a director, establint relacions de llarga durada amb formacions com l'Orquestra de Cambra Anglesa i l'Orquestra Simfonia del Nord. El pianista András Schiff, que va deixar Hongria per estudiar amb Malcolm, va ser un solista freqüent de concerts sota la seva batuta, i tots dos van gravar les obres completes de Mozart per a duet de piano junts al piano del propi compositor.

## Enterrament i llegat
Malcolm va néixer i va morir a Londres. Està enterrat al cementiri de l'església de St Nicholas, Saintbury, Gloucestershire.
El centenari de Malcolm va ser marcat pel Balliol College el 2017.

## Discografia
El 1967 va gravar The Complete Harpsichord Works of Rameau (Argo Record Co, Londres).